# Les Nouvelles Nourritures
Les Nouvelles Nourritures est un roman d'André Gide publié en 1935 aux éditions Gallimard. Il fait suite aux Nourritures terrestres publié en 1897.

## Résumé
Les Nouvelles Nourritures se présente à la fois comme un récit en continuité et en rupture avec Les Nourritures terrestres. Tandis que l'ouvrage précédent a l'allure d'un ample carnet de voyage où romanesque et poésie se mêlent au gré des senteurs de l'Orient sans autre fil conducteur que les fluctuations sensorielles du narrateur, ce nouveau récit prend une dimension nouvelle : la dimension morale. Même si l'écriture d'André Gide reste tout aussi vague, naviguant entre fiction romanesque, chronique et poésie vagabonde, Les Nouvelles Nourritures se veulent beaucoup plus courtes que le précédent volume et sont construites sur un mode toujours évasif quoique d'apparence plus structurée. L'auteur y fait aussi sentir qu'il a assez mûri et assimilé pour se permettre de conseiller le lecteur. Ce ne sont plus là de simples exhortations au voyage et au plaisir comme dans Les Nourritures terrestres, mais des conseils réfléchis que l'épreuve et l'expérience lui suggèrent. C'est pourquoi le récit est ponctué d'aphorismes et prend parfois un ton dénonciateur, à l'égard notamment des ascètes dont la pénitence ne semble pas s'accorder avec l'assimilation qu'André Gide fait des Évangiles.
Parmi les plus fameux proverbes, celui qui conclut le livre semble prévenir le lecteur de tout égarement : « Ne sacrifiez pas aux idoles. » Il rappelle ainsi la célèbre maxime du premier livre (« Nathanaël, à présent, jette mon livre ») et peut, par analogie, faire comprendre l'évolution de la pensée de l'auteur du premier ouvrage au deuxième. Quoique moins véhémente et sauvage dans le ton, la volonté de liberté est toujours présente et en quête du meilleur chemin pour éprouver la vie.

## Éditions
- Les Nouvelles Nourritures, éditions Gallimard, 1935.